# Rocky Mountain Trench

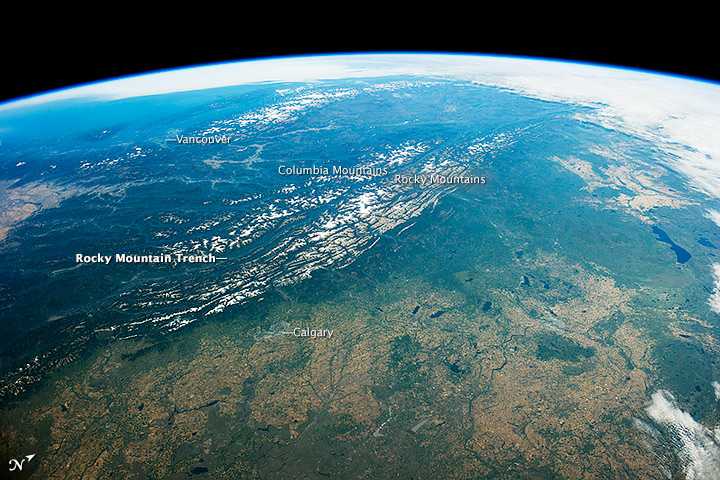
De Rocky Mountain Trench vanuit het ISS

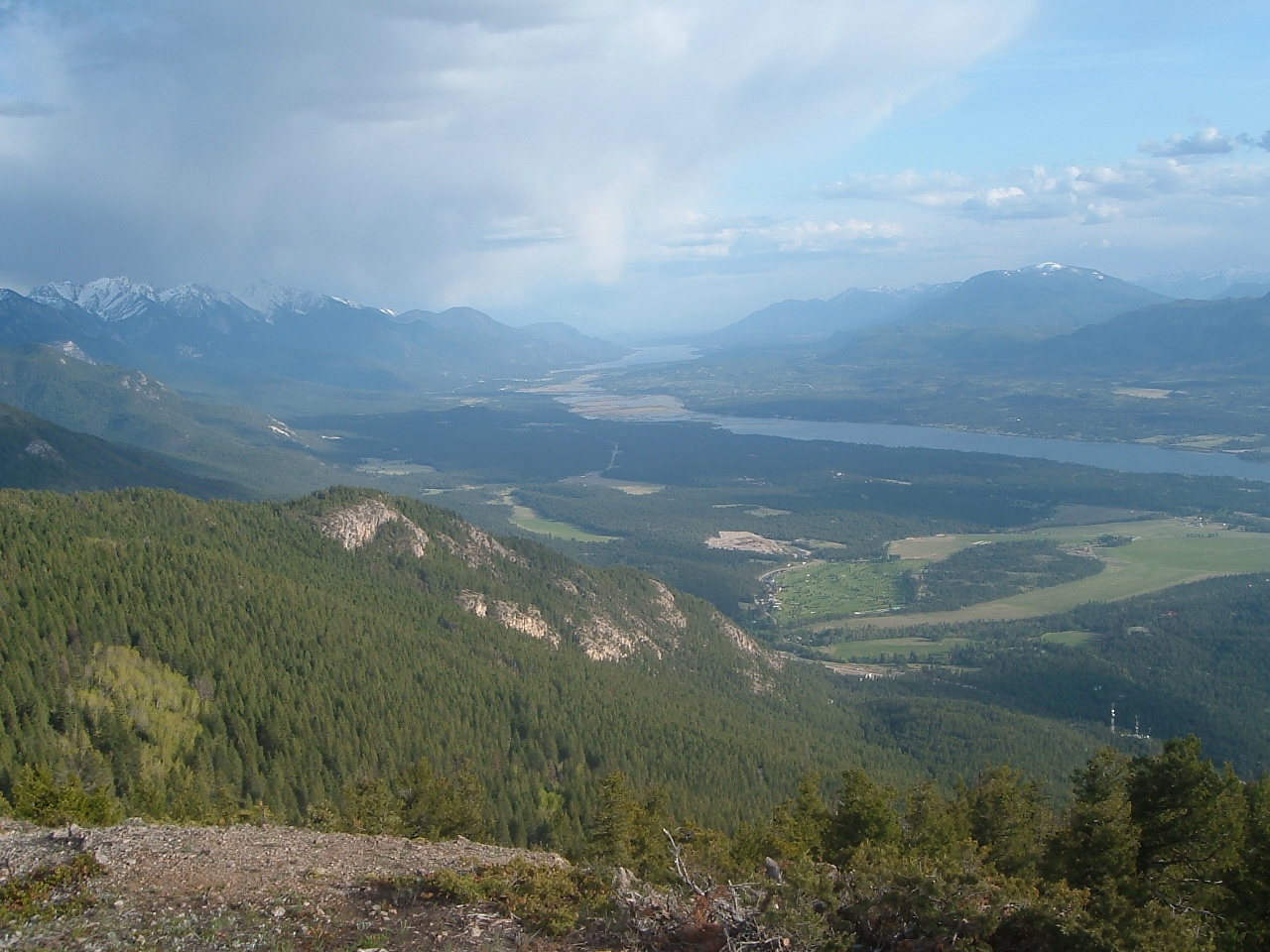
De vallei van de Columbia vormt een (lang) deel van de zuidelijke Rocky Mountain Trench

De Rocky Mountain Trench is een grote rechtlijnige vallei die zich voor zo'n 1600 kilometer uitstrekt aan de westelijke zijde van de Rocky Mountains. De Trench is zowel visueel als cartografische een zeer opvallend fysiografisch gegeven en start bij de Liard bij de grens tussen Brits-Columbia en Yukon in het noorden. Dit is tevens het noordelijke einde van de Rocky Mountains. In het zuiden loopt de Trench minstens tot Flathead Lake (Montana, VS). De valleibodem is 3 tot 16 kilometer breed en ligt zo'n 600 tot 900 meter boven zeeniveau. De oriëntatie van de vallei is 150/330° en wordt handig gebruikt als visuele gids door piloten die noord/zuid vliegen.
Een deel van de topografie van de vallei is vormgegeven door gletsjerwerking, maar de vallei zelf is grotendeels een gevolg van geologische plooiing. De vallei scheidt de Canadese Rockies in het oosten van de Columbia Mountains (en Cassiar Mountains) in het westen. Van kamlijn tot kamlijn gemeten is de Trench tot 25 kilometer breed.

## Hydrografie en onderverdeling
De Trench behoort tot het stroomgebied van vier rivieren: de Columbia, Fraser, Peace en Liard. Twee stuwdammen op de Columbia hebben ervoor gezorgd dat een groot deel van de Trench is volgelopen met water: Koocanusa Lake en Kinbasket Lake. De volgende rivieren lopen (voor een deel van hun loop) door de Trench (van zuid naar noord):
Flathead River, Kootenay, Columbia, Canoe River (<Kinbasket Lake), McLennan, Fraser, Parsnip River, Finlay (<Williston Lake), Fox River en de Kechika (zijrivier van de Liard).
De Kootenay is een zijrivier van de Columbia, maar deze verlaat de Trench vooraleer ze uitmondt in de Columbia bij Castlegar. De Columbia zelf volgt de Trench voor bijna 300 kilometer: vanaf het Columbiameer (bij Canal Flats) in het zuiden tot Kinbasket Lake in het noorden. De waterscheiding tussen Columbia en Fraser ligt tussen de Canoe en de McLennan nabij Valemount. De waterscheiding tussen de Fraser en Peace ligt aan de oostzijde van het McGregorplateau, ten noordoosten van de stad Prince George. Deze laatste waterscheiding wordt eveneens gebruikt om de Trench op te delen in de Northern Rocky Mountain Trench (stroomgebied van de Peace en de Liard) en de Southern Rocky Mountain Trench (stroomgebied van de Columbia en de Fraser). Dit is eveneens de waterscheiding tussen de Arctische Oceaan in het noorden en de Grote Oceaan in het zuiden en westen. Zowel de Peace als de Liard breken doorheen de Rocky Mountains naar het oosten om vervolgens naar het noorden te stromen richting Arctische Oceaan.
Het deel van de Rocky Mountain Trench ten zuiden van Prince George tot Tête Jaune Cache draagt de naam Robson Valley, hiermee wijzend naar Mount Robson, die via de vallei van de Fraser te bereiken valt.